# Costas Cotsiolis
Costas Cotsiolis (Κοτσιώλης Κώστας în greacă; cunoscut uneori sub numele Constantine Cotsiolis sau "Kostas Kotsiolis") (n. 1957) este un compozitor și chitarist clasic din Grecia.
Cotsiolis are o activitate concertistică extensivă, concertând solo sau împreună cu artiști precum John Williams, John Mc Laughlin, Maria Farantouri, Milva, Jose Antonio Rodriguez, Patrice Fontanarosa etc.
Pe lângă faptul că compozitori precum Leo Brouwer, Ernesto Cordero sau Sergio Assad i-au dedicat compoziții, Cotsiolis a avut onoarea de a prezenta în premieră compoziții ale unor compozitori celebrii precum Mikis Theodorakis, Thanos Mikroutsikos etc.
Începând cu anul 1978 este directorul artistic al "Festivalului internațional de chitară clasică din Volos", (Grecia) - care se numește din 2006 "Festivalul Internațional de chitară din Naxos".
Din 1977 predă la Conservatorul din Atena, din 1981 la cel din Thessaloniki, iar din 2008 este profesor la Universitatea Indianapolis (campusul din Atena).
Cotsiolis, considerat unul dintre cei mai buni interpreți ai compozițiilor lui Leo Brouwer , a colaborat cu orchestre simfonice celebre, precum Orchestrele radiodifuziunilor din Frankfurt, Paris, Bruxelles, BBC, cu Junge Deutsche Philarmonie, cu orchestra simfonică Regina Sofia din Madrid, cu orchestrele simfonice din Cordoba, Cannes etc.
Participant la festivaluri de chitară din Cordoba, Liege, Insulele Canare, Tijuana, Martinique, Leverkusen, Esztergom, Havana, Sinaia etc.
A predat seminare la "Manhattan School of Music", Weimar, Berlin, Dallas, Oslo, Mozarteum din Salzburg etc.

## Premii
- Premiul Academiei de Științe și Arte din Grecia, 1979
- Cetățean de onoare al orașului Dallas, Texas, SUA

## Aprecieri critice
Le Monde de la Musique: "...Cotsiolis est devenu le "spécialiste mondial" de Brouwer..."
Guitart Juillet: "...Meditamente riconosciuto quale migliore "ambasciatore" della musica di Leo Brouwer...... Cotsiolis si conferma con questi due CD come uno dei massimi esponenti del firmamento chitarristico internaziomale ..."
Üben & Musizieren: "...Cotsiolis spielt nicht wie ein junger Gott, sein Spiel ist frei von Sturm und Drang oder von virtuoser Koketterie. Nein, er spielt wie ein weiser Gott..." 
Gitarre & Laute: "...Der Grieche, bisher erstaunlicherweise durch nur wenige Plattenaufnahmen bekannt, gilt als Klangästhet par excellence, als hypertropher Techniker, ausgestattet mit allem, was ein Gitarrist heute mitbringen muß .. und mit mehr noch !..."
Classical Guitar: "...he knows just how long to wait before he gives you the next phrase. To my ear, his judgment is impeccable..."

## Discografie selectivă
- Leo Brouwer: The Complete Guitar Works Vol 1 / Costas Cotsiolis
- Brouwer, Krieger, Piazzolla / Trujillo, Cotsiolis, Et Al
- Best of Classical Guitar, Vol.3
- The Best of Classical Guitar, Vol. 4
- Florilège de la guitare
- Brouwer: Concierto de Volos; Rodrigo: Concierto de Aranjuez; Arnold: Serenade, Op. 50